# Zuid-Koreaanse voetbalbond
De Zuid-Koreaanse voetbalbond of de Daehan chukgu hyeophoe (대한축구협회) werd opgericht op 19 september 1933. De bond is verantwoordelijk voor het Zuid-Koreaanse voetbalelftal en het professionele voetbal in Zuid-Korea (onder andere de K-League en de Koreaanse FA Cup). Het hoofdkantoor is gezeteld in Seoul. De CBF is sinds 1948 aangesloten bij de FIFA.